# شهرستان کلهون (ویرجینیای غربی)
شهرستان کلهون، ویرجینیای غربی (به انگلیسی: Calhoun County, West Virginia) یک سکونتگاه مسکونی در ایالات متحده آمریکا است که در ویرجینیای غربی واقع شده‌است.

## خصوصیات
شهرستان کلهون ۷۲۷٫۷۹ کیلومترمربع مساحت دارد.